# Torção aerodinâmica negativa

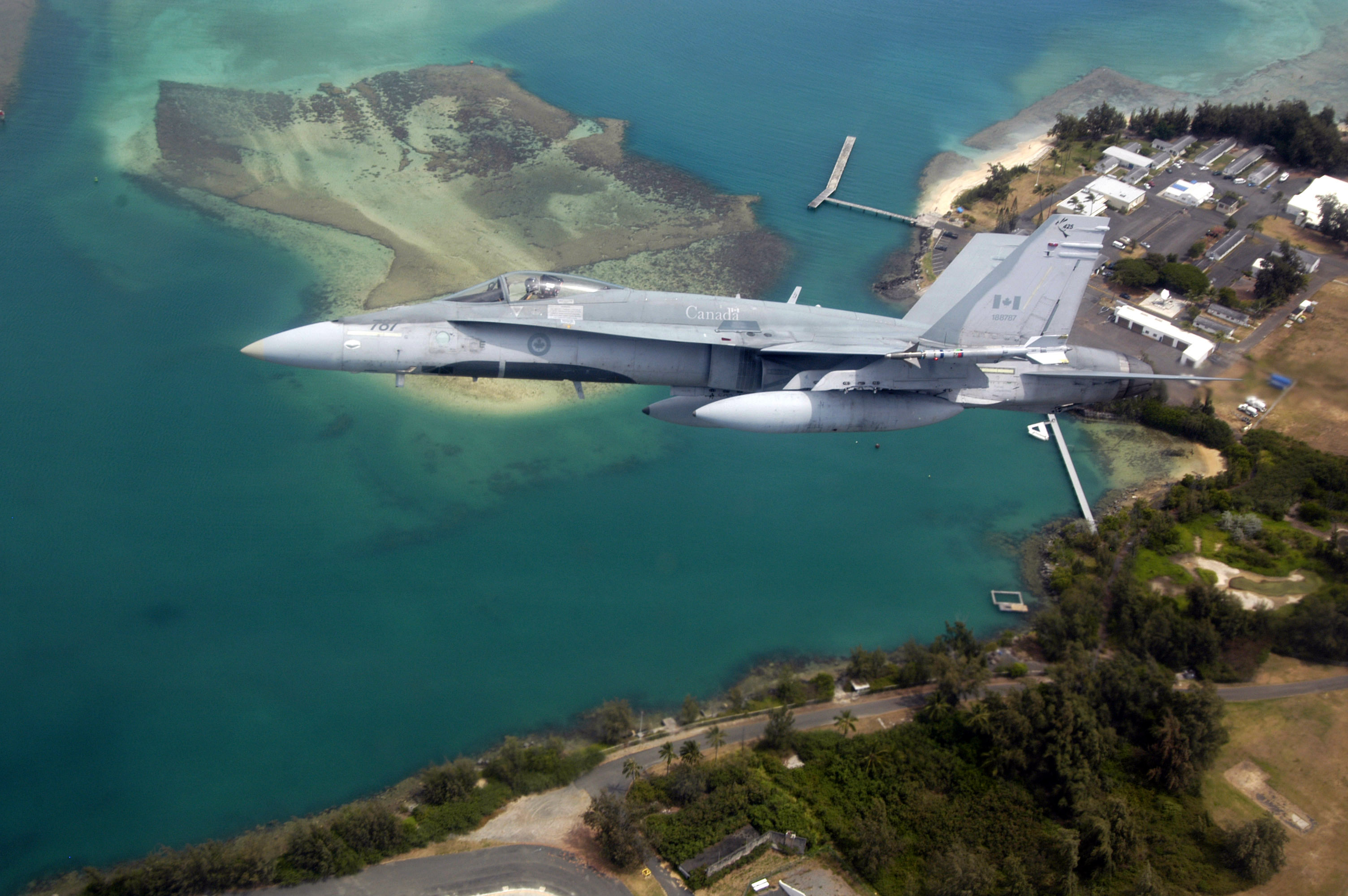
A torção aerodinâmica negativa é claramente visível nesta imagem de um CF-18 Hornet. Note o ângulo do míssil Sidewinder na ponta da asa comparado ao ângulo de ataque da fuselagem

Torção aerodinâmica negativa ou wash-out (em inglês) é uma característica de projeto de uma asa de avião que deliberadamente reduz a distribuição de sustentação ao longo da envergadura de uma asa. Ela é projetada de tal forma que o ângulo de incidência é maior na raiz da asa e diminui a medida que aumenta sua envergadura, sendo a menor na ponta da asa. Isto é comumente utilizado para assegurar que a raiz da asa entre em estol antes que a ponta de asa, fornecendo à aeronave um controle contínuo sobre seu aileron e alguma resistência para a aeronave entrar em "parafuso". A torção aerodinâmica negativa também pode ser utilizada para modificar a distribuição de sustentação para reduzir o arrasto induzido.  

## Considerações de projeto
A torção aerodinâmica negativa é normalmente projetada ao construir a asa com uma pequena torção, reduzindo o ângulo de incidência da raiz para a ponta, causando um menor ângulo de ataque nas pontas em relação à raiz. 
É improvável que o estol de ponta de asa ocorra simetricamente, especialmente se a aeronave está manobrando. De forma que uma aeronave manobra, a ponta de asa de dentro da curva está se movendo mais lentamente e fica mais suscetível ao estol. Quando a aeronave está no movimento de rolagem, a ponta de asa descendente está em um maior ângulo de ataque e fica também mais suscetível a estolar. Quando uma ponta de asa estola, esta leva a asa a "cair" rapidamente. Além disso, o controle de rolagem pode ficar reduzido se o fluxo de ar sobre os ailerons fica interrompido pelo estol, reduzindo sua efetividade.
Em aeronaves com asas em flecha, o estol de ponta de asa também produz um momento de pitch up (nariz para cima), que dificulta ainda mais a recuperação do estol.
A torção aerodinâmica negativa pode ser implantada de outras formas, como alterar uma seção do aerofólio, instalação de geradores de vórtice, wing fences, chanfraduras ou stall strips. Seu propósito é alterar a distribuição de sustentação ou reduzir a probabilidade de estol de ponta de asa.
Os winglets possuem o efeito oposto em relação à torção aerodinâmica negativa. Eles permitem a geração de uma maior proporção de sustentação próximo da ponta da asa. Os winglets também promovem um maior momento de flexão na raiz da asa, que normalmente requer uma estrutura de asa mais reforçada. 
A torção reversa (maior incidência na ponta de asa), wash-in, pode também ser encontrado em algumas aeronaves, apesar de ser menos comum.